# Phong trào hòa bình Sài Gòn – Chợ Lớn
Phong trào hòa bình Sài Gòn-Chợ Lớn do Khu ủy Sài Gòn-Chợ Lớn chủ trương thành lập là phong trào đấu tranh từ mùa thu 1954 của người dân các giới ở Sài Gòn - Chợ Lớn đòi Hoa Kỳ, Pháp và Chính quyền Việt Nam Cộng hòa phải thi hành Hiệp định Genève về Đông Dương 1954, giữ gìn hoà bình, bảo đảm quyền tự do dân chủ, tiến tới tổng tuyển cử thống nhất Việt Nam.
Ban lãnh đạo chung gồm các trí thức tiến bộ có uy tín là dược sĩ Trần Kim Quang (chủ tịch), luật sư Nguyễn Hữu Thọ (phó chủ tịch), giáo sư Phạm Huy Thông (thư ký). Tại các địa phương có các ủy ban do quần chúng bầu lên trong đó Sài Gòn có 32 ủy ban cơ sở. Cơ quan ngôn luận là tập san "Hoà bình".
Chính quyền Ngô Đình Diệm đã bắt giam một số nhà lãnh đạo và ngày 9 tháng 2 năm 1955, Ngô Đình Diệm cho chở các ông ra Hải Phòng (lúc đó còn do Pháp quản lý, mãi đến 13 tháng 5 năm 1955 mới giao cho Chính phủ Việt Nam Dân chủ Cộng hòa) quản thúc.